# Lencería

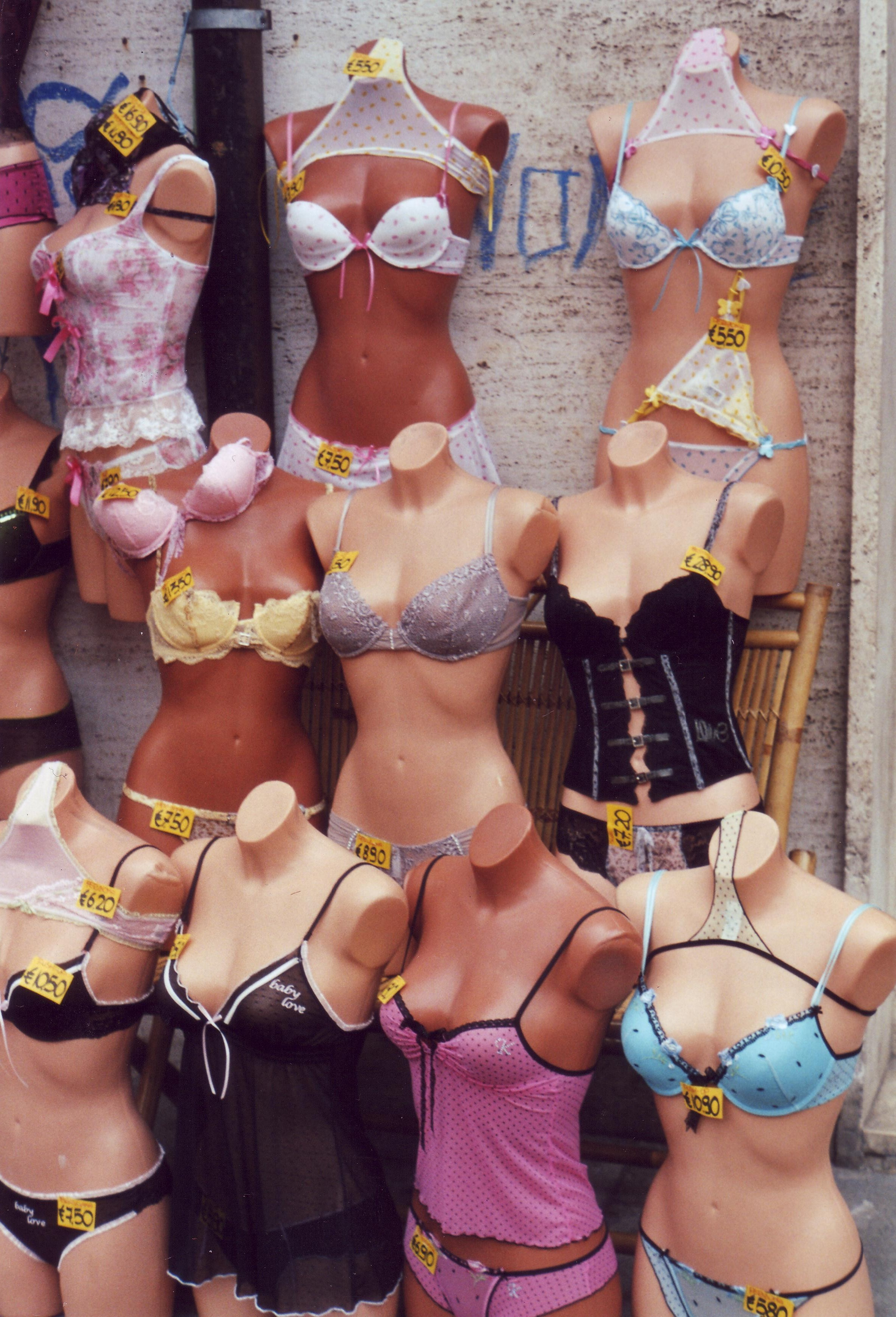
Variedad de estilos de lencería.

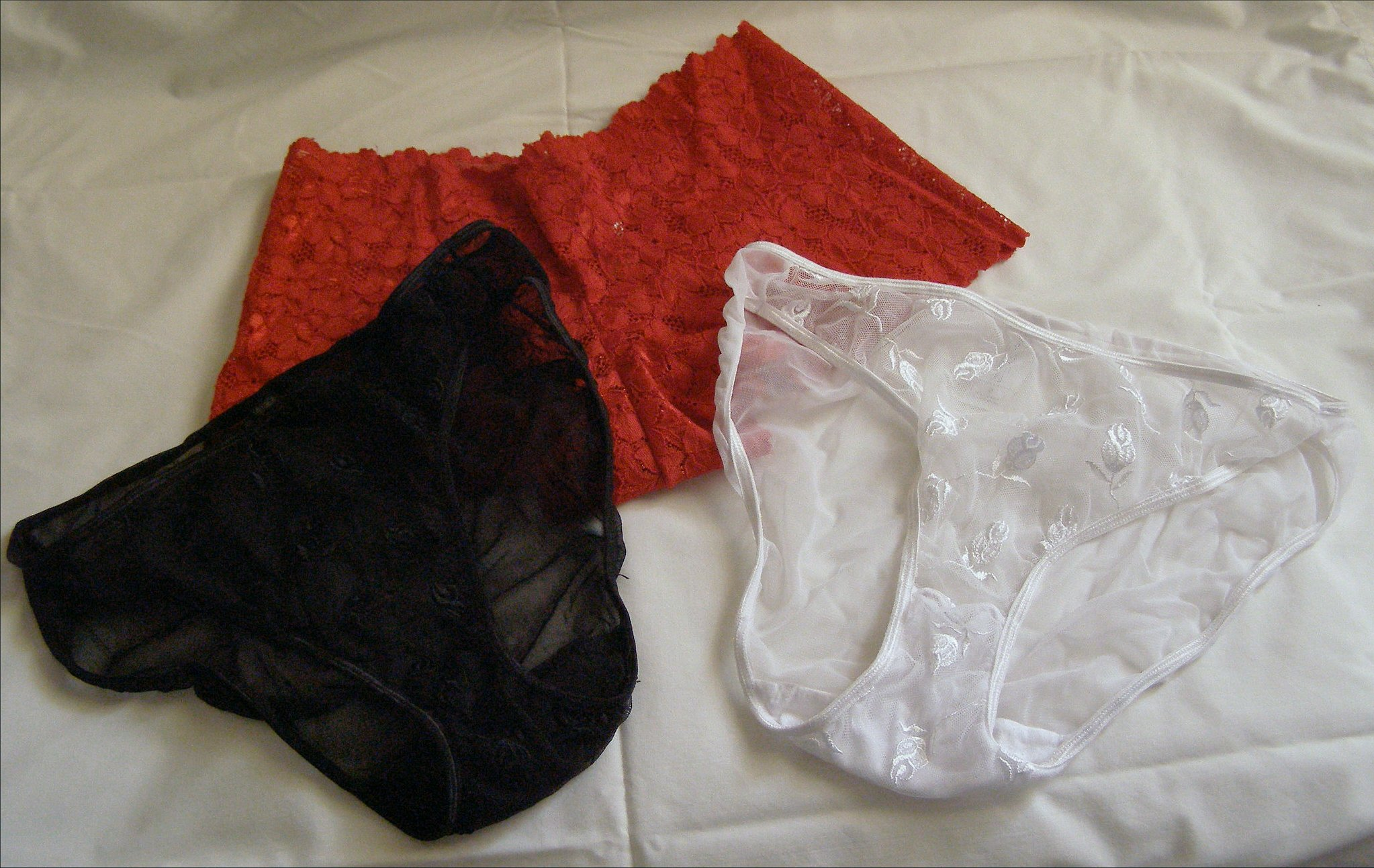
Braguitas.

Lencería es un término genérico que designa a cierto tipo de ropa de cama, baño y de ropa interior. También se denomina así a la tienda donde se puede comprar este tipo de ropa. La lencería se caracteriza por los tejidos finos y elegantes, normalmente bordados o guarnecidos de encajes sutiles. 
Un campo extendido de aplicación de la lencería es la ropa interior femenina, hasta el punto de que, desde hace tiempo, el término tiende a asociarse única y exclusivamente con las prendas de ropa interior femenina atractivas y sexys, aunque a partir de la década de 1990 también se comenzó a utilizar para designar a la ropa interior masculina.
La lencería actual es funcional y elegante. Es un producto de consumo emblemático de la moda. Suave, sedosa, ligera y normalmente semitransparente, constituye un acto de seducción para muchas mujeres y hombres. 
La industria de la ropa interior se ha ampliado en el siglo XXI con diseños que también se pueden utilizar como ropa exterior. 

## Léxico y tipología
A continuación se acompaña un listado de términos básicos de lencería femenina (prendas de ropa, técnicas, etc.);
- Bata
- Body
- Braga
- Camisón
- Combinación
- Corsé
- Liga
- Liguero
- Medias
- Calcetín
- Panty
- Picardías
- Sujetador